# Coleophora ibipennella
Coleophora ibipennella là một loài bướm đêm thuộc họ case-bearer họ (Coleophoridae).
Nó được tìm thấy ở châu Âu from central Scandinavia southwards, cũng như in Bắc Phi và in Cận Đông to Liban.
Sâu bướm ăn birch (Betula) và sồi (Quercus).

## Các danh pháp được sử dụng khác
Loài này có các danh pháp hai phần khác nhưng nay không còn được sử dụng:
- Coleophora alba Toll, 1952
- Coleophora ardeaepennella Scott, 1861
- Coleophora nemorum Heinemann, 1854
- Coleophora peralba Toll, 1953
- Coleophora quercivorella Capuse, 1971

## Hình ảnh

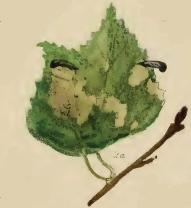
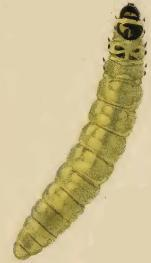
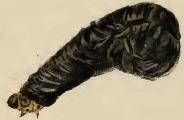

## Footnotes
1. ↑  Fauna Europaea
2. 1 2 3  See references in Savela (2010)